# Minkang II
Minkang II est un village du Cameroun situé dans le département du Dja-et-Lobo et la région du Sud, sur la route qui relie Sangmélima à Djoum. Il fait partie de la commune de Meyomessi.

## Population
La plupart des habitants sont des Boulou des clans yemveng, yeminsem.
En 1962, Minkang II comptait 401 habitants. Lors du recensement de 2005, 586 personnes y ont été dénombrées.

## Infrastructures
Minkang II dispose d'une école publique, d'une école protestante et d'une mission protestante.